# Espoo Metro Arena
L'Espoo Metro Arena (conosciuta come LänsiAuto Areena fino al 2009 e come Barona Arena fino al 2015) è una grande arena polivalente finlandese costruita nel quartiere Tapiola di Espoo nel 1999. L'Espoo Metro Arena è la struttura base per la squadra di hockey su ghiaccio Espoo Blues. È sponsorizzata dalla principale catena di fast food finlandese, Hesburger.
L'arena ha ospitato Uuden Musiikin Kilpailu, il processo di selezione nazionale finlandese per l'Eurovision Song Contest, nel 2013, nel 2014, nel 2017 e nel 2018.